# Giovanni dalle Celle
Giovanni dalle (o delle) Celle o da Catignano (Firenze, 1310 – Vallombrosa, 1396) è stato un abate italiano vallombrosano.
Fu uno scrittore ascetico, autore di un epistolario e di traduzioni dal latino. È venerato come beato dalla Chiesa cattolica.

## Biografia
Figlio del nobile Guido da Catignano, entrò giovane tra i monaci di Vallombrosa, nel monastero di Santa Trinita a Firenze, dove si fece notare subito per l'ingegno, l'amore per lo studio e il carattere turbolento.
Queste virtù e difetti lo portarono inizialmente alla guida del monastero e poi alla reclusione in una torre per aver commesso un grave peccato non del tutto chiaro: forse una donna, o negromanzia, o un eccessivo interesse per la letteratura classica pagana. Una volta trascorso l'anno di prigionia i suoi monaci lo reintegrarono come abate, ma non molto, e così, Giovanni decise poi per un ritiro in solitudine nell'eremo delle celle vicino al monastero di Vallombrosa, dove trascorse 40 anni fino alla sua morte.
Tuttavia, Giovanni non fu un recluso dal mondo, avendo molti contatti epistolari, uno fra tutti con santa Caterina da Siena, la quale gli chiedeva aiuto su come poter convincere il papa a fare rientro a Roma dalla "cattività avignonese".
Morì nel 1396. Poco dopo la sua morte, l'Ordine vallombrosano lo venerava già come beato.

## Opere
Gli antichi biografi gli attribuirono vari scritti: una perduta Leggenda de' viaggi di S. Caterina, un Liber de moribus beatissimae Virginis, un Tractatus de poenitentia, una Vita di S. Domitilla - santa della quale Giovanni fu devoto - e diversi volgarizzamenti. La critica moderna condotta sui manoscritti consente un buon margine di sicurezza solamente nell'attribuirgli il volgarizzamento della Summa casuum conscientiae del domenicano Bartolomeo da San Concordio. Certe sono invece le lettere, in particolare il carteggio con Luigi Marsili, che copre gli anni 1347-94:
- Giovanni dalle Celle e Luigi Marsili, Lettere, a cura di F. Giambonini, Firenze, Olschki, 1991, ISBN 8822238524.